# Selbjørnsbron
Selbjørnsbron (norska: Selbjørnsbrua) är en 348 m lång konsolbro som knyter samman öarna Selbjørn och Huftarøy i Austevolls kommun i Vestland fylke i västra Norge. Bron öppnades den 11 februari 1980 och är en del av  fylkesväg 546.